# Charles Floquet
Charles Thomas Floquet (n. 2 de Outubro de 1828, Saint-Jean-Pied-de-Port - f. 18 de Janeiro de 1896, Paris) foi um político francês. Ocupou o cargo de primeiro-ministro da França, entre 3 de Abril de 1888 a 22 de Fevereiro de 1889.

## Biografia
Ele nasceu em Saint-Jean-Pied-de-Port (Basses-Pyrénées). Estudou Direito em Paris e foi convocado para a Ordem dos Advogados em 1851. O golpe de estado daquele ano despertou a forte oposição de Floquet, que, ainda estudante, havia dado provas de sua simpatia republicana ao participar da luta de 1848. Ele fez seu nome por seus ataques brilhantes e destemidos ao governo em uma série de julgamentos políticos, e ao mesmo tempo contribuiu para o Temps e outras revistas influentes. Ele proferiu uma acusação contundente do Império no julgamento de Pierre Bonaparte pela morte de Victor Noir em 1870, e participou na revolução de 4 de setembro, bem como na posterior defesa de Paris.

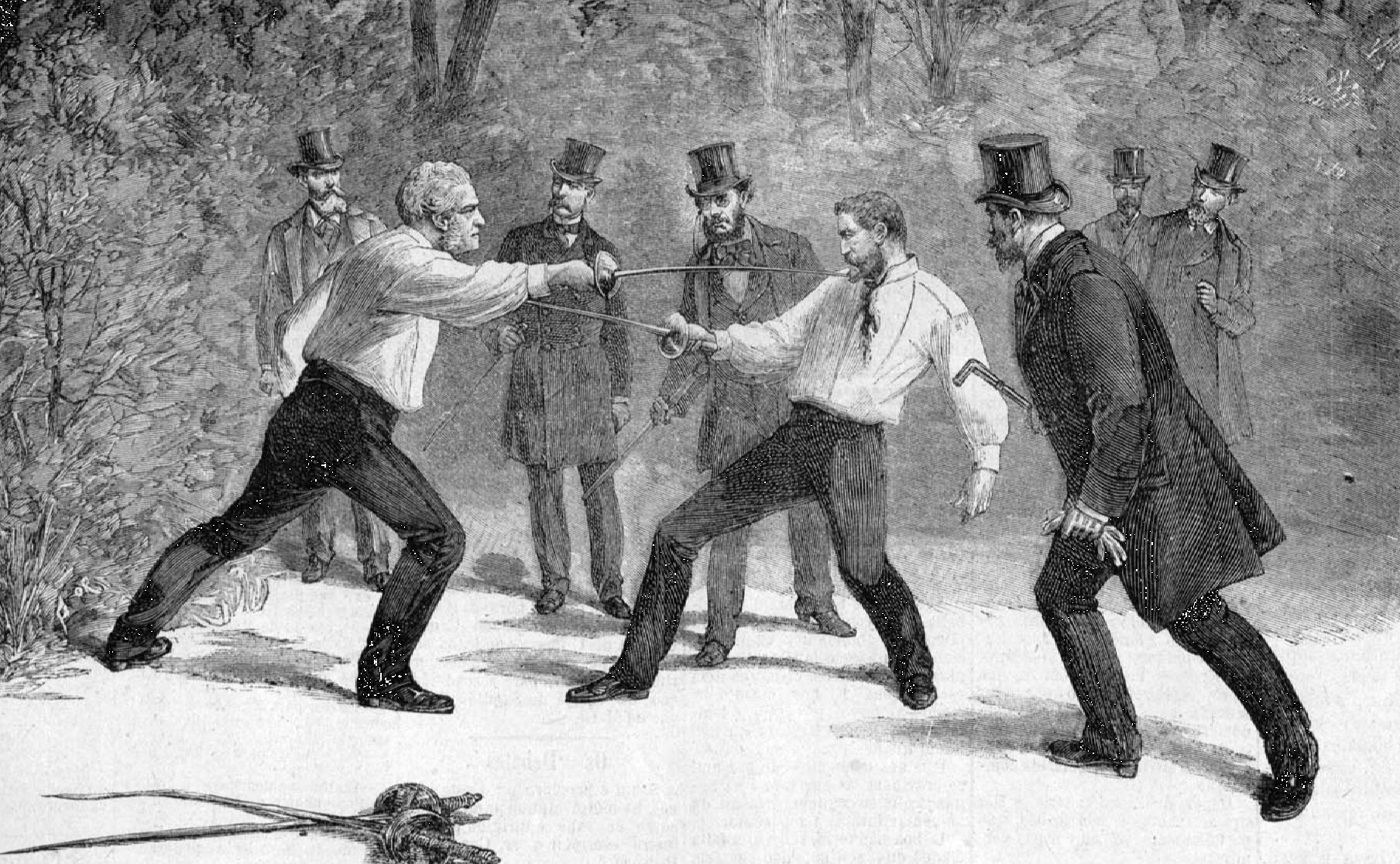
O duelo entre Floquet e General Boulanger em 1888

Em 1871 ele foi eleito para a Assembleia Nacional pelo departamento do Sena. Durante a Comuna, ele formou a Ligue d'union républicaine des droits de Paris para tentar uma reconciliação com o governo de Versalhes. Quando seus esforços falharam, ele deixou Paris e foi preso por ordem de Thiers, mas logo solto. Tornou-se editor da Republique Française, foi eleito presidente do conselho municipal e, em 1876, foi eleito deputado pelo décimo primeiro distrito. Ele ocupou um lugar de destaque entre os radicais extremistas e se tornou presidente do grupo da "Union républicaine".
Em 1882 ocupou por um curto período o cargo de prefeito do Sena. Em 1885 ele sucedeu Henri Brisson como presidente da câmara. Ele ocupou essa difícil posição com tanto tato e imparcialidade que foi reeleito nos dois anos seguintes. Tendo abordado o embaixador russo de forma a remover o preconceito existente contra ele na Rússia desde o incidente de 1867, ele se tornou elegível para o cargo; e com a queda do gabinete de Tirard em 1888 tornou-se presidente do conselho e ministro do interior em um ministério radical, que se comprometeu a revisar a constituição, mas foi forçado a combater as propostas do general Boulanger. Debates acalorados na câmara culminaram em 13 de julho em um duelo entre Floquet e Boulanger, no qual este último foi ferido. Em fevereiro seguinte, o governo caiu na questão da revisão e, na nova câmara de novembro, Floquet foi reeleito para a cadeira presidencial. Os escândalos do Panamá, nos quais foi obrigado a admitir sua implicação, destruíram sua carreira: ele perdeu a presidência da câmara em 1892 e sua cadeira na casa em 1893, mas em 1894 foi eleito senado. Ele morreu em Paris.
Há uma controvérsia a respeito de um episódio ocorrido no Palais de Justice em junho de 1867, quando o imperador russo Alexandre II visitou a instituição em Paris. Muitos insistem que Charles Floquet disse ao czar: «Vive la Pologne, Monsieur!», O que era uma forma extremamente indelicada de se dirigir a um monarca. Como o próprio Charles Floquet disse, ele apenas disse «Vive la Pologne!», E quando o czar virou a cabeça, Maurice Joly, um colega advogado da Ordem dos Advogados de Paris, disse: «Oui, Vive la Pologne, monsieur!»

## Ministério de Floquet, 3 de abril de 1888 - 22 de fevereiro de 1889
Ver Gabinete Floquet
- Charles Floquet - Presidente do Conselho e Ministro do Interior
- René Cálice - Ministro das Relações Exteriores
- Charles de Freycinet - Ministro da Guerra
- Paul Peytral - Ministro da Fazenda
- Jean-Baptiste Ferrouillat - Ministro da Justiça e Culto
- Jules François Émile Krantz - Ministro da Marinha e das Colônias
- Édouard Locroy - Ministro da Instrução Pública e Belas Artes
- Jules Viette - Ministro da Agricultura
- Pierre Deluns-Montaud - Ministro das Obras Públicas
- Pierre Legrand - Ministro do Comércio e Indústria

Alteração
- 5 de fevereiro de 1889 - Edmond Guyot-Dessaigne sucede Ferrouillat como Ministro da Justiça e Adoração.